# قائمة البعثات الدبلوماسية في موناكو

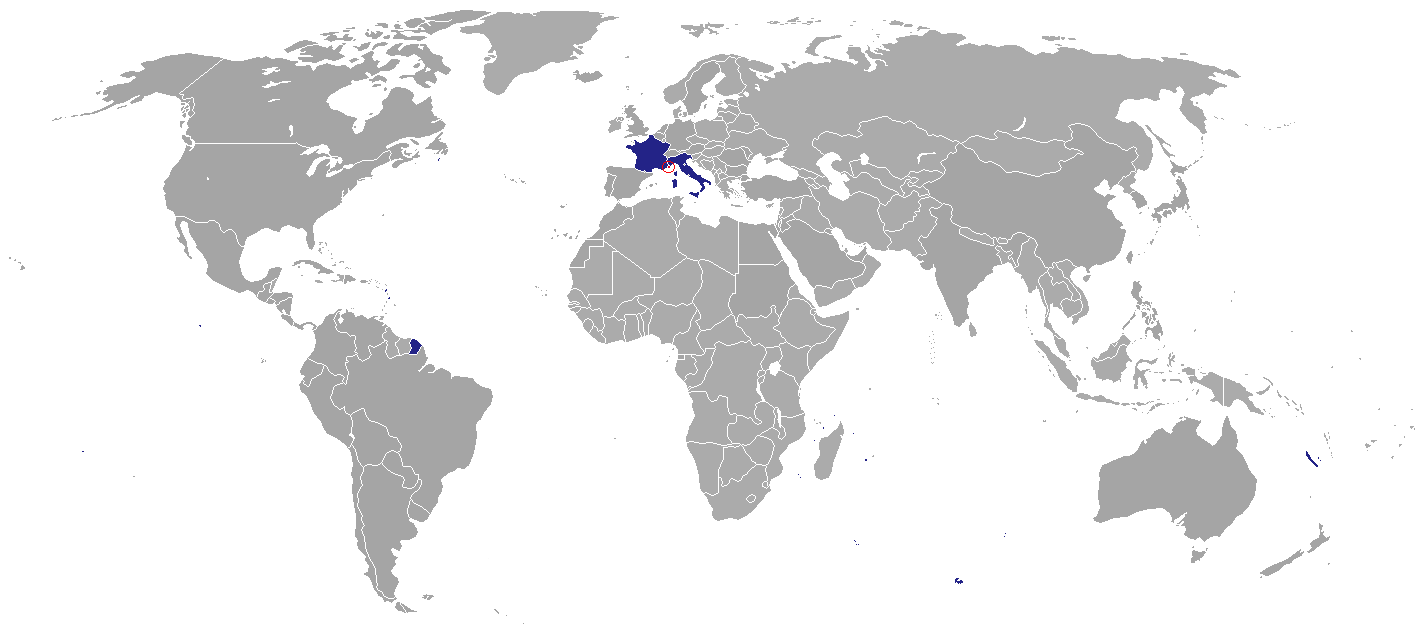
البعثات الدبلوماسية في موناكو

يسرد هذا المقال البعثات الدبلوماسية المقيمة في موناكو. تستضيف الإمارة في الوقت الحاضر ثلاث سفارات. تقوم بعض البلدان، أثناء اعتماد سفير من باريس، بإجراء علاقات يومية وتقديم خدمات قنصلية من القنصليات العامة في المدن الفرنسية المجاورة، مثل مارسيليا أو نيس، أو توظيف القناصل الفخريون. العاصمة موناكو فيل لا يوجد بها سفارة.

## السفارات
لا روس / سانت رومان 
- فرنسا
- إيطاليا

مونت كارلو
- فرسان مالطا

## القنصليات الفخرية
موناكو
- كرواتيا
- الإكوادور
- السلفادور
- آيسلندا
- لبنان
- مالطا
- باراغواي

لا كولي ، موناكو
- لاتفيا
- سيشل

لا كوندامين 
- ألبانيا
- بلجيكا
- البرازيل
- جزر كوك
- قبرص
- فنلندا
- النرويج
- الأوروغواي

لارفوتو
- جزر البهاما
- البوسنة والهرسك
- جمهورية إفريقيا الوسطى
- تشيلي
- جمهورية التشيك
- الدنمارك
- الغابون
- المالديف
- المغرب
- مقدونيا الشمالية

ليس ريفوار 
- بلغاريا
- مدغشقر

مونيغيتي 
- جيبوتي

موناكو فيل
- النيجر

مونت كارلو
- النمسا
- كندا
- كولومبيا
- ساحل العاج
- جمهورية الدومينيكان
- إستونيا
- اليونان
- غواتيمالا
- غينيا
- المجر
- أيرلندا
- جامايكا
- اليابان
- الأردن
- لوكسمبورغ
- مالي
- قالب:بيانات بلد موريشوز
- المكسيك
- موزمبيق
- هولندا
- بيرو
- بولندا
- روسيا
- سان مارينو
- السنغال
- سلوفاكيا
- سلوفينيا
- إسبانيا
- سريلانكا
- سويسرا
- تايلاند
- المملكة المتحدة

سان ميشيل، موناكو
- باكستان
- الفلبين
- رومانيا
- جنوب إفريقيا
- السويد

لا روس / سانت رومان
- ألمانيا
- كازاخستان
- فنزويلا

## السفارات غير المقيمة
مقيم في باريس ما لم ينص على خلاف ذلك.
- أفغانستان
- ألبانيا
- الجزائر
- أندورا (أندورا لا فيلا)
- أنغولا
- أنتيغوا وباربودا (لندن)
- الأرجنتين
- أرمينيا
- أستراليا
- النمسا
- أذربيجان
- البحرين
- بيلاروسيا
- بلجيكا
- بنين
- البوسنة والهرسك
- البرازيل
- بروناي
- بلغاريا
- بوركينا فاسو
- بوروندي
- كندا
- جمهورية إفريقيا الوسطى
- تشيلي
- الصين
- كولومبيا
- جمهورية الكونغو
- كوستاريكا
- كرواتيا
- كوبا
- قبرص
- جمهورية التشيك
- الدنمارك
- جيبوتي
- دومينيكا (لندن)
- جمهورية الدومينيكان
- تيمور الشرقية (جنيف) [1]
- إكوادور
- مصر
- السلفادور
- غينيا الاستوائية
- إستونيا
- فيجي (بروكسل)
- فنلندا
- الغابون
- جورجيا
- ألمانيا
- اليونان
- غرينادا (بروكسل)
- غواتيمالا
- غينيا
- هايتي
- الكرسي الرسولي (بروكسل)
- هندوراس
- المجر
- أيسلندا
- الهند
- إندونيسيا
- إيران
- العراق
- أيرلندا
- إسرائيل
- اليابان
- جامايكا (بروكسل)
- كازاخستان
- كوسوفو [ a ]
- الكويت
- لاوس
- لاتفيا
- لبنان
- ليسوتو (برلين)
- ليبيريا
- ليبيا
- ليختنشتاين (بروكسل)
- ليتوانيا
- لوكسمبورغ
- مدغشقر
- ملاوي (بروكسل)
- ماليزيا
- مالي
- مالطا (فاليتا)
- موريشيوس
- موريتانيا
- المكسيك
- مولدوفا
- منغوليا
- الجبل الأسود
- المغرب
- نيبال
- هولندا
- نيوزيلندا
- نيكاراغوا
- النيجر
- نيجيريا
- مقدونيا الشمالية
- النرويج
- عمان
- باكستان
- بنما
- باراغواي
- بيرو
- الفلبين
- بولندا
- البرتغال
- قطر
- رومانيا
- روسيا
- رواندا
- سان مارينو (سان مارينو)
- المملكة العربية السعودية
- السنغال
- صربيا
- سيشل
- سلوفينيا
- سلوفاكيا
- جنوب إفريقيا
- كوريا الجنوبية
- أسبانيا
- سريلانكا
- السودان
- السويد
- سويسرا
- تنزانيا
- تايلاند
- توغو
- تونس
- تركيا
- تركمانستان
- أوغندا
- أوكرانيا
- الإمارات العربية المتحدة
- المملكة المتحدة
- الولايات المتحدة
- أوروجواي
- أوزبكستان
- فنزويلا
- فيتنام